# MS Wilhelm Carpelan
Le MS Wilhelm Carpelan est un ancien bateau de transport de classe Von Fersen. Construit sous le nom de S1 Shrapnell en 1915 pour la marine impériale russe, il a été utilisé comme bateau de transport et plus tard comme dragueur de mines par les Forces maritimes finlandaises jusqu'en 1977. Après sa mise hors service, il a été vendu à une propriété privée et utilisé comme bateau de plaisance. En 2013, Wilhelm Carpelan  a été fait don aux collections du Forum Marinum, le musée maritime de Turku, en Finlande.

## Historique
Le bateau, dans une série de quatre unités, a été construit à Helsinki par Konéja Siltarakennus Oy comme bateau de transport en 1915 pour la marine impériale russe. Il était initialement équipé d'un moteur à essence de 80 cv qui lui donnait une vitesse d'environ 10 nœuds (19 km/h)
Initialement construit sous le nom de S1 Shrapnell, il a été saisi par la marine finlandaise nouvellement fondée et rebaptisé Wilhelm Carpelan. Il a ensuite été équipé d'un moteur plus puissant de Modèle:Unité1 qui a augmenté sa vitesse à environ 12 nœuds (22 km/h). Il a servi de navire de transport pour l'artillerie côtière finlandaise dans la région d'Helsinki avant la Seconde Guerre mondiale. Après la guerre, le navire a été converti en dragueur de mines opérant dans le golfe de Finlande.
En 1977, il a été vendu à Turku à Vilho Suominen, qui a remis le navire dans son état d'origine. Vendu sans moteur, il a été rééquipé d'un moteur diesel Valmet 815D produisant 180 cv. En 1982, il a été racheté par l'animateur Antti Peränne à Espoo. L'intérieur du navire a ensuite été reconstruit et les murs de la cabine ont été recouverts de palissandre acquis du navire à vapeur suédois Achilleus qui était en train d'être démoli à Hamina. Il était également équipé d'un mât basculant hydraulique afin de s'adapter sous les ponts de Länsiväylä. Après cette reconstruction, il a été enregistré comme bateau de plaisance et incluse dans le registre classique de bateau de la Direction des musées de Finlande en 1995. Le propriétaire a pris grand soin de son navire historique, pour lequel il a reçu une subvention de 7.000 euros du Conseil national finlandais des antiquités en 2011.

## Préservation
Pendant plusieurs années, Wilhelm Carpelan était généralement vu ancré au Campus de Tieto à Keilalahti (à côté du siège social de Nokia). 
Le navire a été donné au Forum Marinum , le musée maritime situé près de la rivière Aura dans la ville de Turku, au printemps 2013. 